# 广东宏远足球俱乐部
广东宏远足球俱乐部，是已经不存在的中国足球俱乐部。俱乐部成立于1992年，是中国最早成立的职业俱乐部之一，其前身为1958年11月成立的广东省足球代表队。1985年1月2日，广东万宝足球俱乐部成立。1992年9月15日，更名为广东宏远足球俱乐部。

## 球队历史
1992年9月15日由广东宏远集团与广东省足协共同组建成立了广东宏远足球俱乐部，1994年中国职业联赛伊始，广东宏远是最先大手笔引进明星球员的球队，先后签入了黎兵、马明宇等国脚。1994至1997年宏远队是甲A联赛的参赛球队，是甲A联赛的创始球队之一。其中1995年获得的第4名，是广东宏远队队史上在职业联赛中的最好成绩。
但是好景不长，1997赛季中球队仅获得16分联赛垫底从而降入甲B联赛。1998年3月宏远集团购买俱乐部全部股权，使其成为宏远集团全权拥有的职业足球俱乐部。在随后的三个甲B联赛赛季中，宏远队分别获得了第六名、第三名和第七名的成绩。2001年底，俱乐部以1800万元的价格将甲B参赛资格和一二队一起转让给了此前乙级联赛中屡次冲不上甲B的青岛海利丰足球俱乐部。宏远集团转而将重心转移到篮球联赛的广东宏远，宏远足球俱乐部由此解散。

### 专业足球时期（1958-1992年）

#### 初期
1958年11月，为迎接第一届全国运动会，广州体院足球队由广东省体委接管。原领队常荣、主教练郑德耀留任，调入原八一队教练陈虞添协助训练，罗荣满任助理教练。成立广东省足球队。
1960年3月，广东足球队首次参加全国甲级联赛。 第一阶段获广州赛区第一名，决赛排名第五。11月3日，广东队与天津队争夺全国锦标赛锦标，以1∶2 失利，屈居亚军。
1961年，广东队参加全国足球分区赛武汉赛区比赛，但在这一年全国甲级联赛中，无缘进入前10名，广东足球出现短暂挫折。同年11月，广东建立三线梯队，取名“萌芽足球队”。陈少伟任领队，张文禄和龚伯强任教练。
1962年恢复全国甲级联赛，参赛队伍增至29队，广东获第六名。10月，《体育报》评出全国22名优秀足球运动员,广东队前卫黄福孝、前锋张均浪榜上有名；《北京晚报》评出全国10名优秀射手，张均浪列第二位。
1963年国家体委组织全国足球联赛，排第一至二十三名的队伍为甲级队，第二十四名后为乙级队。比赛结果，广东队排第五。同年张均浪、梁德成入选国家队，参加第一届新兴力量运动会。这一年杨子旋被《体育报》和《北京晚报》联合评选为全国优秀足球射手。
1964年由于广东队对梯队的衔接采取“一刀切”的办法，导致在1964年全国甲级联赛排第十名，濒临降级。但在各级领导的高度重视下，在10月的1964年度联赛的决战阶段，广东队终于取得6战3胜3平不败战绩，争得第十名，保住甲级席位。
1965年广东队在全国甲级联赛中排第十名，因位居最后一名，所以降为來年乙级队。年底，省体委对广东队作了调整。广东队仍由苏永舜执教，除保留较年青的16名队员外，调进原广州队12名队员。
1966年发生了“文化大革命”，广东足球队处于瘫痪状态。
1969年，广东足球队重建，由张日扬任班主任，陈汉粦和赵勇为教练。
1970年全国24城市足球队集训赛在广州举行。广东队取得9胜3负的良好成绩。
1973年春，苏永舜重返广东足球队任教，陈汉粦、黄福孝辅助。这一年广东队获全国足球联赛第四名。
1974年参加全国联赛，由于队伍新组，配合生疏，赛果欠佳，排名第十二（共42队）。
1977年，广东队在主力容志行、何佳、欧伟庭、蔡锦标上调国家队的情况下，仍取得全国联赛第三名。
1978年，中断了12年之久的全国足球甲级联赛和升降级制度恢复。广东队在16支甲级队中排名第五。
1979年，广东队第一次获得甲级联赛冠军。
1980年广东足球队进行了调整，留下10名老队员，补充了16名原青年队的队员，教练冼迪雄。同年的全国足球甲级联赛，广东队由于要参加6月在广州举行的广州国际足球友好邀请赛(有6个国家和地区7个队参加)，未参加联赛的全部比赛，有关比赛不算积分。最终排名第12名。12月，中国足球协会评选1980年中国足球最佳阵容，广东古广明、容志行、蔡锦标榜上有名。
1981年广东队在4名老队员退役、3名主力上调国家队的情况下，参加全国足球甲级联赛，先胜1980年全国冠军天津队，再胜第四届全运会冠军山东队，接着又击败了稳获本届全国冠军的八一队，获得第四名。
1982年由于冬训期间，广东队连续有外战任务，导致4月参加全国甲级联赛，体力不足的弱点暴露无遗，7场加时赛均以点球决战失利，名次退到第九。
1983年，连续3年被评为全国十佳运动员之一的容志行退役。 广东足球协会与《足球报》于2月27日在广州举办了“容志行告别赛”，表彰他为发展中国足球运动作出的贡献。为运动员举办告别赛，这在中国体坛还是第一次。同年广东足球队还获得全国甲级联赛(南区)冠军。赛后，队伍作了调整，梁德成、岳永荣任教练。原一、二队合并组成广东队。
1984年广东队获全国足球甲级联赛第七名，并在10月举行的首届足协杯中取得亚军。

#### 广东万宝队
1985年1月2日，广东足球队与广州万宝冰箱厂共建的广东万宝足球俱乐部成立。这是一种“官办民助”的形式。万宝俱乐部注意人才梯队的建设，将广东青年足球队、广东少年足球队、广东女子足球队吸纳为基本会员，创办了“万宝儿童走训班”，举办了“万宝杯” 业余体校足球赛。同年，广东万宝队在足协杯赛中分获第二名，在全国甲级联赛中分列第五。
1986年，在第三届中国足协杯赛中，广东万宝队获第三名，而平均年龄仅20岁的乙级新军万宝二队却跃居第四名，令传媒侧目。在全国甲级联赛中，广东万宝一队名列第八。
1987年2月，广东万宝二队的谢育新应邀加盟荷兰兹瓦鲁市PEC“82”足球俱乐部，成为中国籍足球运动员转到国外球会第一人。1987年全国甲级联赛赛制进行改革，规定1986年度甲级联赛的前7名和1985年度冠军辽宁队列为甲级A组； 将甲级联赛后8名与乙级联赛前4名定为甲级B组。由于广东万宝队名列1986年甲级联赛第八名， 被编入甲B。鉴于赛程规定“运动员一年内不得代表两支队比赛”， 由广东足球代表队取代万宝队的位置，并于10月参加全国甲级联赛B组角逐，夺得冠军。之后万宝队从第七届全运会目标考虑，对队伍进行了调整，由万宝二队抽调14名队员到一队，何锦伦任助理教练，领队和主教练仍是叶细权和岳永荣。
1988年全国甲级联赛赛制又再更改。由1986年甲级队和乙级联赛前4名进行两个阶段循环赛，名列前8名的队参加翌年(1989年)甲A联赛， 列第九名以后的队参加甲B联赛。广东万宝队在多名主力上调国家队的情况下，获得甲级联赛第五名，取得参加1989年甲A联赛资格。
1989年的全国甲A联赛中，广东万宝队列甲A第六位。
1990年，广东万宝队在全国甲级(A组)联赛中，排名第七， 降入甲B组。
1991年，甲B组联赛，广东队在第一阶段列第二名，但在最后的决赛中，以2：0战胜火车头，获得冠军，并且重返甲A联赛。

### 宏远时期（1992-2001年）
1992年，在主教练陈熙荣的带领下，广东队列甲A第七名。1992年9月15日由广东宏远集团与广东省足协共同组建成立广东宏远足球俱乐部。
1993年，在即将职业化的最后一个赛季中，广东队在积分相同的情况下，由于净胜球劣势获甲A第二名。
1994年，中国足球实行职业化，宏远成为中国足坛首吃职业化螃蟹的球队之一，并且在中国足坛开引进内、外援的先河。6月1月，陈亦明接替何锦伦出任球队主教练，并率队取得甲A第7名。
1995年，广东宏远成为了最先大手笔引进明星球员的球队，先后签入了黎兵、马明宇等国脚。并且取得了广东宏远队队史上在职业联赛中的最好成绩：第4名。
1996年，已经广东人最引为骄傲的球队，在中国足坛素有“华南虎”的美誉，是全国为数不多的甲 A球队之一的广东宏远成绩开始出现波动，成绩下滑至第9名。
1997年，年轻的郭亿军成为球队主教练，五轮之后由领队岳永荣担任。但是好景不长，赛季中球队仅获得16分联赛垫底从而降入甲B联赛。
1998年3月，宏远集团购买俱乐部全部股权，使其成为宏远集团全权拥有的职业足球俱乐部。宏远可以讲是国内第一家真正意义上的职业队，队员的人事关系都转到了集团，算作宏远集团下属企业的职工。并且将主场迁至韶关。在主教练陈玉良的带领下，取得甲B第5名。
1999年，广东宏远由于球市不佳，再将主场迁至广西柳州，宏远也是国内首支把主场迁到外省的球队。同年列甲B第3名。
2000年3月9日，广西金嗓子制药厂出资800万元人民币买断了宏远集团属下的足球队两年的冠名权，球队更名为‘宏远足球俱乐部金嗓子喉宝队’主场也迁至广西南宁。该年甲B排名第7。
2001年，何锦伦接替出任广东九运会足球队主教练的陈玉良成为球队主教练，在率队在贵州主场取得了甲B第10名。
2001年12月9日，广东宏远的一二队（共35名球员）及甲B资格以1800万元的价格出售给青岛海利丰足球俱乐部，仅保留三、四线队（共57名队员）。

### 南城时期（2003-2012年）
2003年7月3日，由东莞市南城区政府牵头协调区内10家最具实力的地产发展商合股出资成立东莞南城地产足球发展有限公司，通过重新整合原广东宏远队组建的东莞南城地产足球俱乐部正式成立。球员主要由原广东宏远足球俱乐部三四线队队员组成。同时也是中国第一个由政府牵头组建的地产足球俱乐部。
2004年．参加了2003-2004年的香港联赛的东莞南城足球俱乐部因为球员斗殴事件，被香港足总处以严厉惩罚。最后取得港甲第6名。
2005年，东莞南城首次参加了中乙联赛，并以预赛南区第一的成绩进入决赛圈，只可惜在决定冲甲的半决赛中加时赛以2-3负于南昌八一，只得第三名无缘晋级中甲，此后退出了乙级联赛，从职业足坛消失，但仍保持着青少年梯队的建设。
2011年，东莞南城在经过7年的筹备后，再次参加乙级联赛。在预赛中东莞队以南区第四名晋级决赛阶段第一轮就以客场进球爆冷淘汰北区预赛冠军抚顺新野，但于第二轮负于重庆队无缘再晋级，及后又于季军赛不敌福建骏豪只得第四名。
2012年，东莞南城把部分主场比赛迁到梅州进行並在赛季完结后正式迁到梅州。球队的班底还是以原东莞南城队的球员为主，增加一部分客家球员，同时俱乐部会和广州恒大合作，引进部分广州恒大队的预备队队员增加球队实力。

### 梅州时期
2012年12月，东莞南城队正式迁到梅州，更名梅县区客家足球俱乐部，成为梅州首家职业俱乐部。球队以梅县客家超柏力斯足球队的名义参加中国足球乙级联赛。
2015年，梅县客家曾计划迀到海南，其后一家深圳公司整体收购梅县客家足球俱乐部，完成收购后又回到梅县将依旧使用梅县客家作为俱乐部名称。
2016年12月30日，俱乐部在梅县区南口镇葵岗训练基地举行新闻发布会，宣布俱乐部正式更名为“梅县铁汉足球俱乐部”，俱乐部新队徽也一并发布。
2017年10月28日，球队正式取得升上2018年中甲联赛的资格，全隊瓜分二千萬人民幣獎金。并在2018年中甲中乙附加赛中以两回合3-2的比分战胜了中乙第三名陕西大秦之水，保住中甲资格。
根据中国国家工商信息公示系统显示，梅县铁汉已于2019年1月2日更名为中性色彩的“广东华南虎足球俱乐部”。
2020年2月3日，由于球队母公司铁汉生态集团经营遭遇困难，广东华南虎俱乐部宣告解散。

## 著名球员
- 黎兵
- 马明宇
- 谢育新
- 区楚良
- 池明华
- 高健斌
- 伍文兵
- 张小文
- 郭亿军
- 李海强
- 李朝阳
- 凌小君
- 姚德彪
- 欧阳耀星

## 外部鏈结
- 中青网-广东宏远足球俱乐部队 （页面存档备份，存于）